# Wielkie Solisko
Wielkie Solisko, Solisko (słow. Veľké Solisko, niem. Großer Solisko węg. Nagy-Szoliszkó) – szczyt w słowackich Tatrach Wysokich o wysokości 2414 m. Jest to najwyższa kulminacja w Grani Soliska, oddzielającej Dolinę Młynicką od Doliny Furkotnej i odchodzącej od tzw. głównej grani odnogi Krywania w szczycie Furkotu. Wielkie Solisko wznosi się w tej grani pomiędzy Skrajną (Wielką) Soliskową Kopą (Predná solisková kopa), od której oddziela je Skrajny Soliskowy Karb (Predný soliskový zárez), a Pośrednim Soliskiem (Prostredné Solisko), od którego oddziela je Wyżnia Soliskowa Ławka (Solisková lávka).
Zachodnia ściana Wielkiego Soliska ma wysokość około 200 metrów i opada w stronę Wyżniego Wielkiego Furkotnego Stawu. Ściana wschodnia mierzy około 300 metrów, jest rozległa, mało stroma, składająca się z żeber i żlebów. Wraz ze wschodnimi ścianami Wyżniej Soliskowej Ławki i Pośredniego Soliska tworzy wspólny kompleks opadający do Doliny Młynickiej.
Na szczycie Wielkiego Soliska znajduje się duży, dwumetrowej wysokości blok skalny w kształcie grzyba. Wcześniejsze pomiary określały wysokość wierzchołka na 2404, 2412, 2413 lub 2414 metrów. Za niższy, południowy wierzchołek uważane było niegdyś Pośrednie Solisko, obecnie wyodrębniane jako osobny szczyt. Na stokach Wielkiego Soliska występuje licznie jaskier karłowaty.
Na szczyt nie prowadzi żaden znakowany szlak turystyczny. Opisane w przewodnikach drogi wspinaczkowe należą do relatywnie łatwych, mają trudności od 0+ do II w skali tatrzańskiej. Pierwsze odnotowane wejścia:
- latem – Karol Englisch, Paul Spitzkopf senior – 19 lipca 1903 r.
- zimą – Gyula Hefty, Lajos Rokfalusy – 21 stycznia 1912 r.[5]

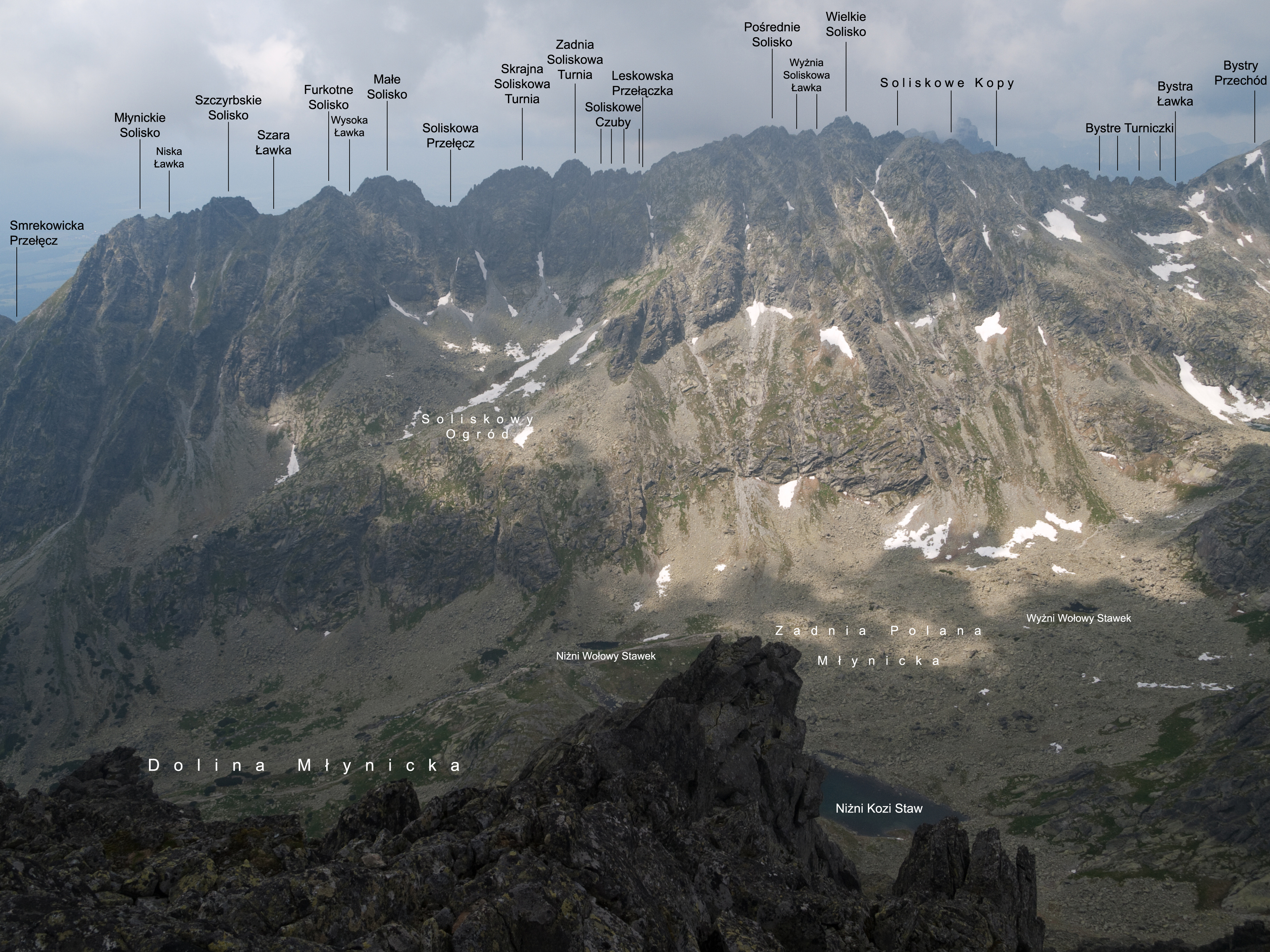
Grań Soliska od wschodu
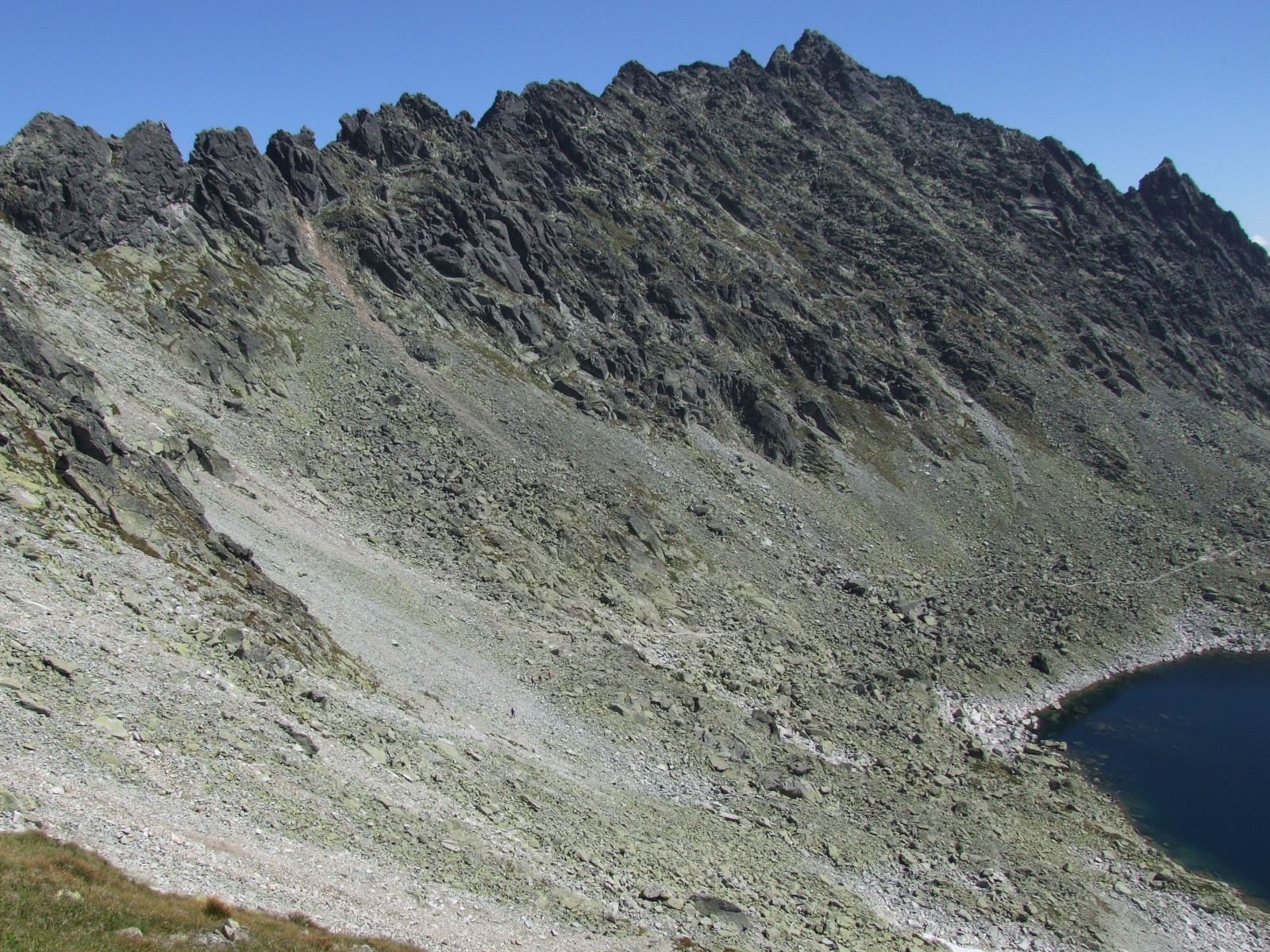
Wielkie Solisko i Wyżni Wielki Furkotny Staw
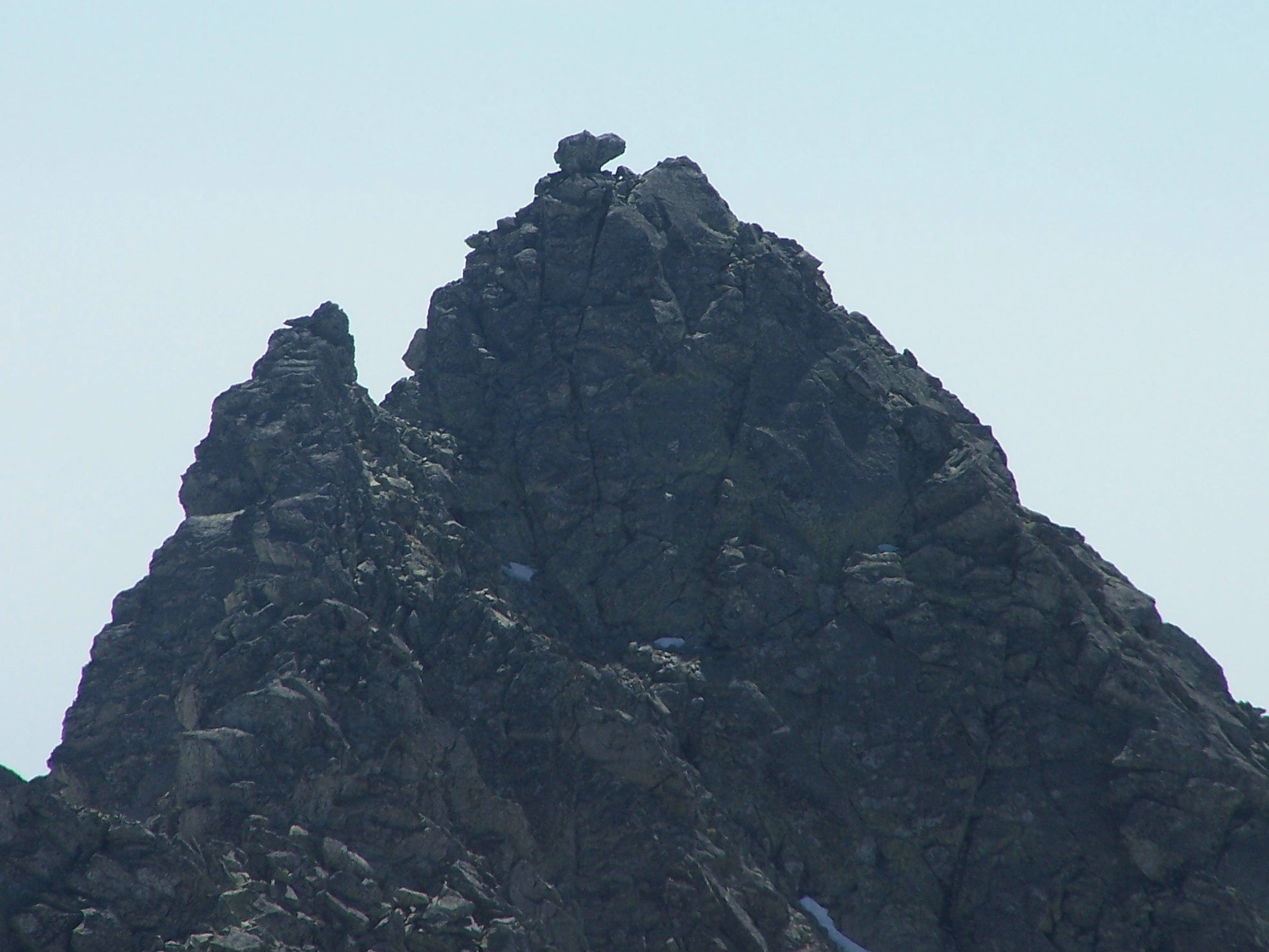
Szczyt Soliska z Kowadłem
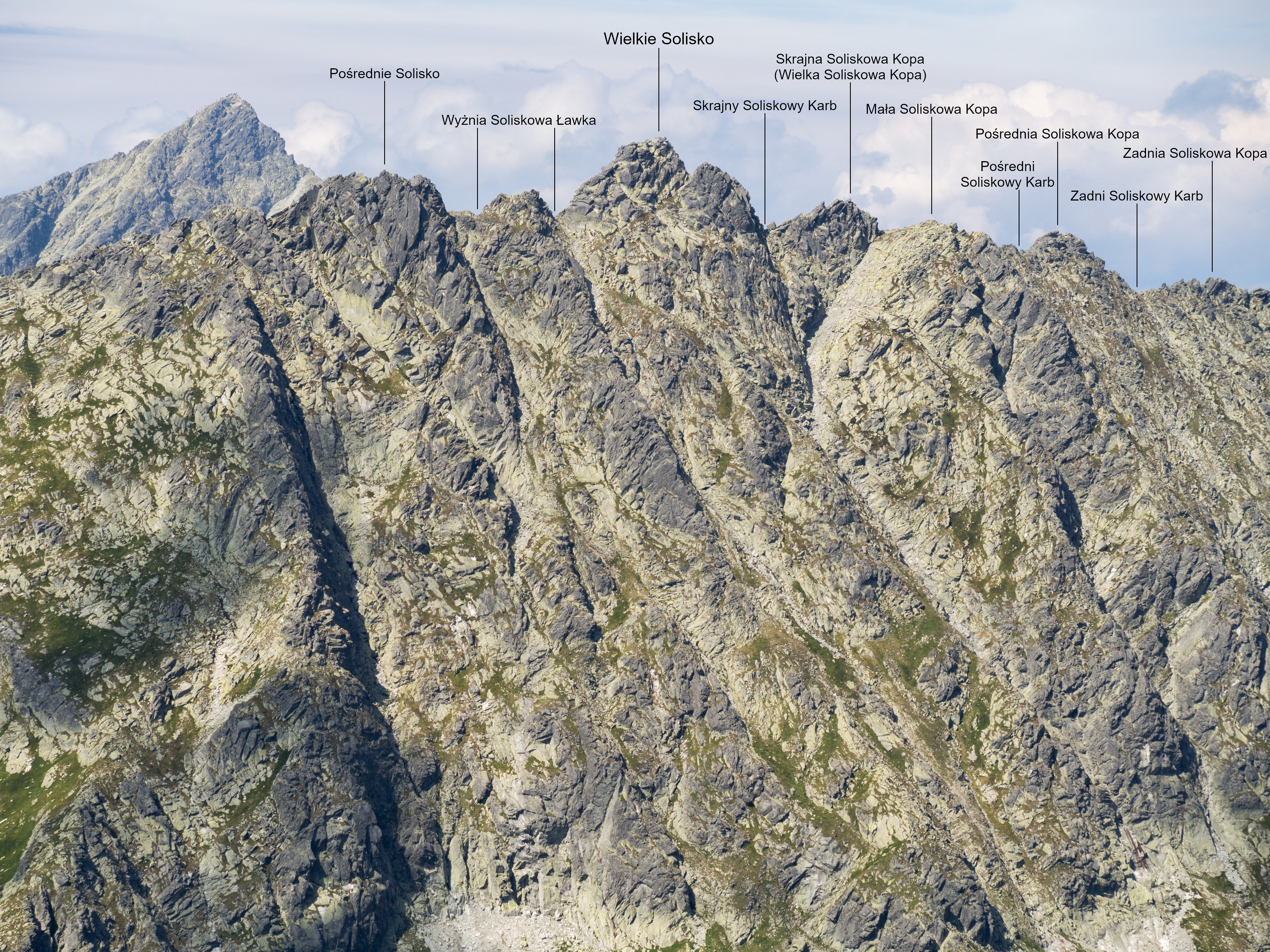
Pośrednie Solisko, Wielkie Solisko i Soliskowe Kopy